# Indy de Vroome
Indy de Vroome (Cromvoirt, 21 maggio 1996) è una tennista olandese.

## Statistiche ITF

### Singolare

#### Vittorie (7)
| Torneo $100.000 (0) |
| Torneo $80.000 (0)  |
| Torneo $75.000 (0)  |
| Torneo $60.000 (1)  |
| Torneo $50.000 (0)  |
| Torneo $40.000 (0)  |
| Torneo $25.000 (4)  |
| Torneo $15.000 (1)  |
| Torneo $10.000 (1)  |

| N. | Data              | Torneo                                                        | Superficie  | Avversaria in finale | Punteggio        |
| 1. | 13 gennaio 2013   | Open Féminin de tennis de l'Ile de Saint-Martin, Saint Martin | Cemento     | Léa Tholey           | 6-3, 6-2         |
| 2. | 13 ottobre 2013   | Abierto Tampico, Tampico                                      | Cemento     | Doroteja Erić        | 6-4, 6-3         |
| 3. | 9 marzo 2014      | Women's ITF Irapuato Club de Golf Santa Margarita, Irapuato   | Cemento     | Naomi Ōsaka          | 3-6, 6-4, 6-1    |
| 4. | 5 maggio 2019     | Daikin Cup Tennis, Adalia                                     | Terra rossa | Jennifer Luikham     | 6-1, 6-0         |
| 5. | 1º settembre 2019 | Verbier Open, Verbier                                         | Terra rossa | Diāna Marcinkēviča   | 3-6, 6-3, 7-6(2) |
| 6. | 27 ottobre 2019   | National Bank Challenger Saguenay, Saguenay                   | Cemento (i) | Robin Anderson       | 3-6, 6-4, 7-5    |
| 7. | 1º dicembre 2019  | Topspin Energy Cup, Solarino                                  | Sintetico   | Urszula Radwańska    | 6-1, 6-2         |

#### Sconfitte (8)
| Torneo $100.000 (0) |
| Torneo $80.000 (0)  |
| Torneo $75.000 (0)  |
| Torneo $60.000 (1)  |
| Torneo $50.000 (0)  |
| Torneo $40.000 (0)  |
| Torneo $25.000 (5)  |
| Torneo $15.000 (1)  |
| Torneo $10.000 (1)  |

| N. | Data              | Torneo                                       | Superficie  | Avversaria in finale | Punteggio        |
| 1. | 21 aprile 2013    | Heraklion Hellenic Zeus Circuit, Heraklion   | Cemento     | Michaëlla Krajicek   | 6–3, 2–6, 4–6    |
| 2. | 1º dicembre 2013  | Internacional Femenil Monterrey, Monterrey   | Cemento     | Adriana Pérez        | 6–4, 4–6, 3–6    |
| 3. | 8 dicembre 2013   | Circuito Femenil Mérida, Mérida              | Cemento     | Rebecca Peterson     | 5–7, 6–4, 3–6    |
| 4. | 7 febbraio 2016   | Open GDF Suez De L'Isere, Grenoble           | Cemento (i) | Myrtille Georges     | 6(4)–7, 2–6      |
| 5. | 24 marzo 2019     | Jolie Ville Golf Women's, Sharm el-Sheikh    | Cemento     | Julia Wachaczyk      | 3-6, 2-6         |
| 6. | 28 settembre 2019 | AEGON Pro Series Roehampton, Roehampton      | Cemento     | Anna-Lena Friedsam   | 3-6, 3-6         |
| 7. | 23 febbraio 2020  | All Japan Indoor Tennis Championships, Kyoto | Cemento (i) | Xun Fangying         | 6-3, 3-6, 6(6)-7 |
| 8. | 30 ottobre 2021   | Republican Girls, Istanbul                   | Cemento (i) | Eva Lys              | 3-6, 6(4)-7      |

### Doppio

#### Vittorie (6)
| Torneo $100.000 (0) |
| Torneo $80.000 (0)  |
| Torneo $75.000 (0)  |
| Torneo $60.000 (0)  |
| Torneo $50.000 (1)  |
| Torneo $40.000 (0)  |
| Torneo $25.000 (3)  |
| Torneo $15.000 (0)  |
| Torneo $10.000 (2)  |

| N. | Data            | Torneo                                                      | Superficie | Compagna               | Avversarie in finale             | Punteggio        |
| 1. | 5 gennaio 2013  | Open ASPTT Martinique, Fort-de-France                       | Cemento    | Denise Starr           | Sherazad Benamar Brandy Mina     | 6-4, 6-3         |
| 2. | 20 aprile 2013  | Heraklion Hellenic Zeus Circuit, Heraklion                  | Cemento    | Michaëlla Krajicek     | Rosalie van der Hoek Yuka Mori   | 6-0, 5-7, [10-8] |
| 3. | 8 marzo 2014    | Women's ITF Irapuato Club de Golf Santa Margarita, Irapuato | Cemento    | Denise Muresan         | Irina Chromačëva Anna Zaja       | 6-4, 5-7, [10-7] |
| 4. | 15 agosto 2015  | Westend Ladies Tennis Cup, Westende                         | Cemento    | Lesley Kerkhove        | Ankita Raina Alyona Sotnikova    | 7-6(4), 6-4      |
| 5. | 29 gennaio 2016 | Circuito Feminino Future de Tênis, Bertioga                 | Cemento    | Cristina Dinu          | Katarzyna Kawa Sandra Zaniewska  | 6-3, 6-3         |
| 6. | 15 maggio 2016  | Fukuoka International Women's Cup, Fukuoka                  | Erba       | Aleksandrina Najdenova | Nigina Abduraimova Ksenia Lykina | 6-4, 6-1         |

#### Sconfitte (2)
| Torneo $100.000 (0) |
| Torneo $80.000 (0)  |
| Torneo $75.000 (0)  |
| Torneo $60.000 (0)  |
| Torneo $50.000 (0)  |
| Torneo $40.000 (0)  |
| Torneo $25.000 (2)  |
| Torneo $15.000 (0)  |
| Torneo $10.000 (0)  |

| N. | Data             | Torneo                                       | Superficie  | Compagna         | Avversarie in finale                | Punteggio |
| 1. | 30 novembre 2013 | Internacional Femenil Monterrey, Monterrey   | Cemento     | Lenka Wienerová  | Florencia Molinero Laura Pigossi    | 5–7, 5–7  |
| 2. | 24 novembre 2023 | Raiffeisen ITF Val Gardena Südtirol, Ortisei | Cemento (i) | Katarina Kozarov | Anastasia Abbagnato Kamilla Bartone | 4-6, 2-6  |